# سن-برونو-دو-گیگ، کبک
سن-برونو-دو-گیگ (به فرانسوی: Saint-Bruno-de-Guigues) شهری در منطقه شهری تمیسکامنگ ناحیه آبیتیبی-تمیسکامنگ در استان کبک کانادا است. در سرشماری سال ۲۰۱۱ این شهر ۱٬۰۹۵ نفر جمعیت داشته‌است و مساحت آن ۱۸۸٫۹۹ کیلومتر مربع است.